# Cinofobia

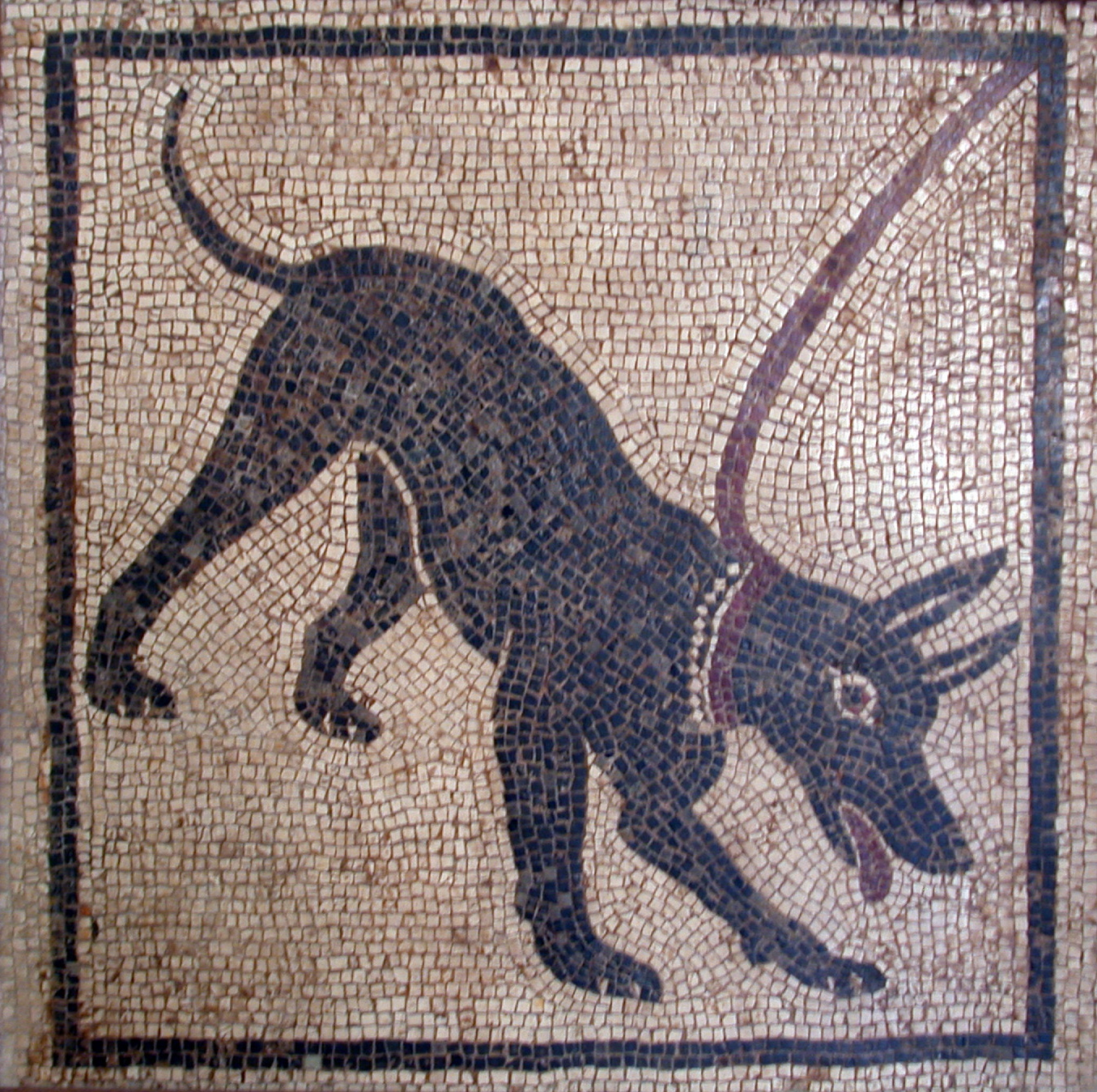
Cave canem, in latino «Attenti al cane» (da un mosaico di Pompei)

La cinofobia (da greco κύων, chiùon, "cane", e φόβος, phobos, "fobia") è la paura dei cani e dei canidi in genere; è classificata come una fobia specifica, del sottotipo "fobia animale" (zoofobia).
Sebbene l'ofidiofobia o l'aracnofobia siano fobie animali più comuni, la cinofobia è particolarmente debilitante a causa dell'elevata prevalenza di cani e l'ignoranza generale dei proprietari di cani verso la fobia.
Il fatto che il cane sia un predatore addomesticato e l'aumento di casi di aggressioni riportati dai media sono fattori determinanti per l'insorgere di tale fobia.

## Studi
Una ricerca del 1992 sulla cinofobia negli adulti e nei bambini ha dimostrato che non sempre l'aggressione di un cane è determinante per l'insorgere della fobia. D'altro canto l'innocuo contatto coi cani sembra diminuire la possibilità di sviluppare la cinofobia. I bambini sono più suscettibili a sviluppare questa fobia semplicemente perché il loro comportamento spesso vivace mette i cani in condizione di avere paura e quindi di attaccare. Gli psicologi spiegano come gradualmente l'esposizione ai cani prevenga l'insorgere della cinofobia e il pericolo che può provenire da animali estranei.
Secondo l'interpretazione psicoanalitica la fobia insorge quando il soggetto, nel tentativo di sfuggire dalle rappresentazioni che inducono in lui uno stato di angoscia, trasferisce su oggetti esterni i suoi preoccupanti rapporti con gli oggetti interni e quindi rimuove un'idea, un desiderio non gradito alla coscienza.

### Freud
Sigmund Freud nel suo saggio "Casi clinici" descrisse il caso del piccolo Hans, riguardante una tipica paura degli animali che però, nascondeva, invece, il desiderio del bambino di attaccare il padre, considerato come un essere pericoloso. Quindi il piccolo Hans trasferì il conflitto con il padre su un oggetto esterno per "normalizzare" la paura.
Raramente il malato che sviluppa la fobia nei confronti dei cani la estende anche alle altre specie animali.
La fobia si estende a tutti i cani, di qualsiasi taglia (anche pinscher, bassotti e chihuahua) e raramente si concentra su di una singola razza; è pur vero che dinanzi ai grossi esemplari (come i mastini), lo stato d'ansia del paziente aumenta rispetto a quelli piccoli.
La cinofobia può essere curata con vari metodi, simili a molte altre fobie.

### La cinofobia come pratica di tortura

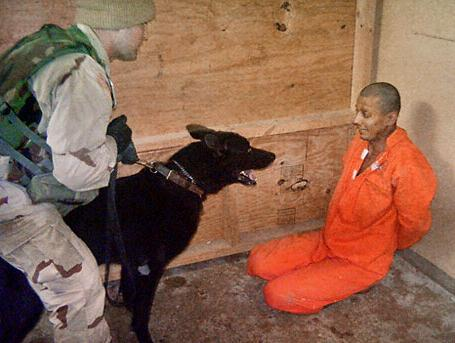
Esempio di tortura di un prigioniero ad Abu Ghraib tramite l'utilizzo di un cane pastore tedesco nero

Lo sfruttamento della cinofobia è contemplato anche in alcune pratiche di tortura. In particolare si ricorda nella storia recente il caso della prigione di Abu Ghraib, nota per essere stata nel 2004 al centro di uno scandalo per via del trattamento che i militari statunitensi riservavano ai prigionieri musulmani: insieme a varie tecniche di umiliazione, si faceva ricorso alla paura dei cani (fear of dogs) legando e incappucciando i prigionieri e mettendoli in estrema vicinanza di cani degli stessi militari latranti tenuti al guinzaglio (vedi Copper Green).